# Heinrich Schliemann
Heinrich Schliemann  [ˈʃliːman], nemško-ruski trgovec, poliglot, amaterski arheolog,  * 6. januar 1822, Neubukow (Zvezna dežela Mecklenburg - Predpomorjanska, Nemčija), † 26. december 1890.
Bil je zagovornik zgodovinske resničnosti mest, navedenih v Homerjevih delih. Schliemann je odkopaval arheološko najdišče pri Hisarliku, za katero se domneva, da je mesto Troja skupaj z mikenskimi najdišči Mikene in Tirint. Njegovo delo je dalo težo ideji, da Homerjeva Iliada in Vergilijeva Eneida upoštevata dejanske zgodovinske dogodke. Schliemannov izkop devetih ravni arheoloških ostalin z dinamitom so kritizirali zaradi mogočega uničenja pomembnih zgodovinskih artefaktov, tudi na ravni, ki je bila morda zgodovinska Troja. 
Skupaj z Arthurjem Evansom je bil Schliemann pionir pri raziskovanju egejske civilizacije v bronasti dobi. Dobro sta se poznala, saj je Evans obiskal kraje, na katerih je Schliemann izkopaval. Schliemann je nameraval izkopavati na Knososu, vendar je umrl pred izpolnitvijo svojih sanj. Evans je zakupil kraj in prevzel odgovornost za projekt, ki je bil takrat še v povojih.

## Otroštvo in mladost
Schliemann se je rodil v Neubukowu v pokrajini Mecklenburg - Podmorjanska leta 1822. Njegov oče, Ernst Schliemann, je bil protestantski duhovnik. Družina se je leta 1823 preselila v Ankershagen (danes je v njihovi domači hiši Muzej Heinricha Schliemanna).  Heinrichova mati, Luise Therese Sophie, je umrla leta 1831, ko je bil Heinrich star devet let. Po njeni smrti ga je oče poslal k stricem. Ko je bil star 11 let, mu je oče plačal vpis na gimnazijo v Neustrelitzu. Heinrichovo zanimanje za zgodovino je sprva spodbujal njegov oče, ki ga je navdušil za Iliado in Odisejo. Za božič leta 1829 mu je dal kopijo knjige Ludwiga Jerrerja Die Welgeschichte für Kinder. Schliemann je trdil, da je že osemleten izjavil, da bo nekega dne izkopal mesto Trojo.
Heinrich se je moral prepisati na poklicno šolo, ker je bil njegov oče obtožen poneverbe cerkvenih skladov. Leta 1836 je moral zapustiti gimnazijo, ker njegov oče ni mogel več plačevati šolnine. Revščina mu je onemogočila univerzitetno izobraževanje. V njegovi arheološki karieri je bilo pogosto neskladje med njim in izobraženimi strokovnjaki.
S 14 leti je zapustil šolo in postal vajenec v špeceriji gospoda Holtza v Fürstenbergu. Njegova strast za Homerja se je rodila, ko je slišal pijanca recitirati trgovcem.  Delal je pet let, dokler ni bil prisiljen oditi, ker mu je počila žila ob dvigovanju težkega soda.  Leta 1841 se je Schliemann preselil v Hamburg in postal kabinski deček na parniku Dorothea, ki je plul v Venezuelo. Po 12 dnevih se je ladja potopila zaradi viharja. Preživele je naplavilo na obalo Nizozemske.  Schliemann je postal glasnik, skrbnik pisarne in nato knjigovodja v Amsterdamu.

## Kariera in družina
1. marca 1844 je 22-letni Schliemann prevzel položaj v B. H. Schröder & Co., uvozno - izvozni družbi. Leta 1846 ga je družba poslala kot generalnega zastopnika v Sankt Peterburg. V tem času je Schliemann predstavljal številna podjetja. Naučil se je rusko in grško, izkoristil je svojo nadarjenost za učenje jezikov. Trdil je, da se lahko v šestih tednih nauči jezika in napiše dnevnik v jeziku katere koli države, v kateri je bil. Do konca svojega življenja se je lahko pogovarjal v angleščini, francoščini, nizozemščini, španščini, portugalščini, švedščini, poljščini, italijanščini, grščini, latinščini, ruščini, arabščini, turščini in seveda nemščini.
Sposobnost za jezike je utrjevala njegovo kariero poslovneža v trgovini kot uvoznici. Leta 1850 je Heinrich izvedel za smrt svojega brata Ludwiga, ki je postal bogat kot špekulant na zlatih poljih v Kaliforniji. Schliemann je odšel v Kalifornijo v začetku leta 1851 in ustanovil banko v Sacramentu ter v šestih mesecih nakupil in preprodal za več kot milijon dolarjev vrednosti zlatega prahu. Ko se je lokalni agent Rothschild pritožil zaradi premajhne teže pošiljke, je zapustil Kalifornijo in se pretvarjal, da zaradi bolezni.  Medtem ko je bil tam, je v septembru 1850 Kalifornija postala 31. država ZDA in Schliemann je dobil ameriško državljanstvo.
Po njegovih spominih naj bi pred prihodom v Kalifornijo večerjal v Washingtonu s predsednikom Millardom Fillmorjem in njegovo družino,  vendar Eric Cline pravi, da se je ni udeležil, ampak o njej le bral v časopisih. Objavil je tudi, da je bil očividec požara v San Franciscu leta 1851. Po njegovih besedah je bil požar junija, v resnici pa je bil maja. Ko je bil v Sacramentu, je bral o požaru v reviji Sacramento Daily in napisal svoje poročilo.
7. aprila 1852 je prodal svoje podjetje in se vrnil v Rusijo. Skušal je živeti življenje gospoda. Navezal je stike z Ekaterino Lišino, nečakinjo enega svojih bogatih prijateljev. Schliemann je že prej izvedel, da se je njegova otroška prijateljica Minna poročila.
Heinrich in Ekaterina sta se poročila 12. oktobra 1852. Zakon je bil v težavah že od samega začetka. Schliemann je dvignil cene indigo barve z nakupom zalog, nato pa je sam posloval z njim in dobro zaslužil. Ekaterina in Heinrich sta imela sina Sergeja in dve hčeri, Natalijo in Nadeždo, rojeni so bili leta 1855, 1858 in 1861.  Schliemann je še enkrat na hitro obogatel kot vojaški dobavitelj v krimski vojni med letoma 1854 in 1856. Soliter, žveplo in svinec, sestavine streliva, je prodajal ruski vladi.
Leta 1858 je bil Schliemann star 36 let in dovolj premožen, da se je upokojil. V svojih spominih je trdil, da se je želel posvetiti iskanju Troje.
Zaradi številnih potovanj je bil Schliemann pogosto ločen od žene in majhnih otrok. Leta 1866 je en mesec študiral na Sorboni, medtem ko je svoje premoženje iz Sankt Peterburga prenesel v Pariz in vlagal v nepremičnine. Svojo ženo je prosil, naj se mu pridruži, vendar ga je zavrnila. Schliemannu je dvakrat zagrozila z razvezo, preden je to dejansko storila. Leta 1869 je kupil premoženje in se naselil v Indianapolisu za približno tri mesece, da je izkoristil popustljive zakone za razvezo zakonske zveze v Indiani. Čeprav se je ločil na račun svojega bivanja v ZDA, ni nameraval ostati v državi.  Takoj ko se je preselil v Atene in mu je sodišče Indiane odobrilo razvezo zakonske zveze, se je čez tri mesece ponovno poročil.

## Življenje arheologa
Zdi se, da je bilo mesto Troja Schliemannova prva klasična ljubezen.
V tem času je Schliemann začel izkopavanja v Turčiji, ker je bilo splošno prepričanje, da je Troja na Pınarbaşıju, na vrhu hriba na južnem koncu trojanske nižine.  Pred njim je tu izkopaval arheolog in lokalni strokovnjak Frank Calvert. Schliemann je raziskoval to območje, a je bil razočaran nad ugotovitvami. Calvert je Hisarlik opredelil kot Trojo in predlagal Schliemannu, naj izkopava na zemljišču, ki je bilo v lasti družine Calvert. 
Leta 1868 je Schliemann obiskal območja v grškem svetu, objavil delo Ithaka, der Peloponnesus und Troja, v katerem je poudaril, da je bil Hisarlik Troja in predložil disertacijo v starogrščini s to tezo na univerzi v Rostocku. Leta 1869 je prejel doktorat univerze v Rostocku v odsotnosti.  David Traill je zapisal, da so mu ocenjevalci dali doktorat na podlagi njegove topografske analize Itake, ki je bila deloma preprost prevod drugega avtorskega dela ali sestavljena iz poetičnih opisov istega avtorja. 
Schliemann je sprva dvomil o Hisarliku in Troji, ampak ga je Calvert prepričal ter prevzel izkopavanja na vzhodni polovici mesta Hisarlik. Turška vlada je imela v lasti zahodno polovico. Calvert je postal sodelavec in Schliemannov partner.
Schliemann je potreboval pomočnika, ki je bil izobražen in je poznal grško kulturo. Ker se je od Ekaterine ločil leta 1869, je iskal novo ženo v časopisu v Atenah. Prijatelj, nadškof v Atenah, mu je predlagal svojo sorodnico, sedemnajstletno Zofijo Engastromenos (1852–1932). Schliemann, star 47, se je kljub razliki v starosti z njo poročil oktobra 1869. Imela sta dva otroka, Andromaho in Agamemnona Schliemann; nerad je dovolil, da so ju krstili. Slovesnost je izpeljal po svoje, kopije Iliade je dal na otroško glavo in recitiral sto heksametrov.
Schliemann se je začel ukvarjati s Trojo leta 1871. Njegova izkopavanja so se začela, preden se je arheologija razvila kot strokovno področje. Misleč, da mora biti homerska Troja na najnižji ravni, so Schliemann in njegovi delavci kopali v naglici skozi višje ravni in dosegli utrdbe. Leta 1872 sta se s Calvertom skregala zaradi tega. Schliemann je bil jezen, ko je Calvert objavil članek, v katerem je navedel, da obdobje trojanske vojne manjka v arheološkem zapisu.

### Priamov zaklad
Najdbo zlata in drugih predmetov okoli 27. maja 1873 je Schliemann imenoval Priamov zaklad. Pozneje je napisal, da je videl svetleče zlato v umazaniji in poslal proč delavca, tako da sta ga z Zofijo sama izkopala in zavila v njen šal. Schliemannova pogosto ponovljena zgodba o zakladu, ki ga nosi Zofija v svojem šalu, se je pokazala za neresnično. Schliemann je priznal, da je bila ob odkritju Zofija po smrti očeta v resnici s svojo družino v Atenah.  Zofija je pozneje v javnosti nosila Helenine dragulje. Med drugo svetovno vojno, leta 1945, je te dragulje iz Pergamonskega muzeja v Berlinu odnesla  sovjetska vojska in so zdaj v Puškinovem muzeju v Moskvi.
Schliemann je objavil svoje ugotovitve leta 1874 v Trojanische Altertümer ("Trojanske starine").
Objava se je izjalovila, ko je turška vlada preklicala dovoljenje Schliemannu za izkopavanje in ga tožila za delež zlata. V sodelovanju s Calvertom je Schliemann pretihotapil zaklad iz Turčije. Svoje "tihotapljenje" iz Turčije je zagovarjal kot poskus zaščite predmetov pred pokvarjenimi lokalnimi uradniki. Priamov zaklad je še danes stvar mednarodnega spora.
Schliemann je objavil delo Troja und seine Ruinen (Troja in njene ruševine) leta 1875 in izkopal Miniasov zaklad pri Orhomenu. Leta 1876 je začel kopati v Mikenah. Ob odkritju jaškastih grobov z okostnjaki in več zlatih predmetov (tudi Agamemnonove maske) je Schliemann brzojavil grškemu kralju. Dosežki so bili objavljeni v Mikenai leta 1878.
Čeprav je leta 1876 dobil dovoljenje za nadaljevanje izkopavanj, Schliemann ni ponovno odšel v Trojo vse do 1878, 1879 po drugem izkopavanju v Itaki, ko je načrtoval, da bo poiskal dejanski kraj, omenjen v Odiseji. To je bilo njegovo drugo izkopavanje v Troji. Emile Burnouf in Rudolf Virchow sta se mu pridružila leta 1879. Schliemann je tretjič izkopaval Trojo med letoma 1882 in 1883. Z Wilhelmom Dörpfeldom je leta 1884 izkopaval Tirint in četrtič v Troji, tudi z Dörpfeldom (ki je poudaril pomen slojev) leta 1888–1890.

## Smrt
1. avgusta 1890 se je Schliemann nerad vrnil v Atene in novembra odpotoval v Halle, ker je njegova kronična okužba ušesa napredovala. 13. novembra so ga uspešno operirali, vendar je notranje uho postalo boleče vnetje. Ni upošteval nasvetov zdravnikov, zapustil je bolnišnico in odpotoval v Leipzig, Berlin in Pariz. Ob božiču se je nameraval vrniti v Atene, a se je stanje ušesa poslabšalo. Preveč bolan, da bi prenesel vožnjo z ladjo iz Neaplja v Grčijo, je Schliemann ostal v Neaplju. Uspelo mu je potovati do ruševin Pompejev. Na božični dan se je zgrudil, padel v komo in 26. decembra 1890 umrl v Neaplju v hotelski sobi. Vzrok smrti je bil holesteatom. Njegovo truplo so nato prijatelji prepeljali na Prvo pokopališče v Atenah. Mavzolej, oblikovan kot tempelj, so postavili v starem grškem slogu, oblikoval ga je Ernst Ziller v obliki pedimentalne skulpture. Friz okrog zunanjosti mavzoleja kaže Schliemannovo vodenje izkopavanj v Mikenah in drugih mestih. Njegova veličastna rezidenca v središču Aten je Iliu Melatron (Ιλίου Μέλαθρον, Palača Ilium), v kateri je danes Numizmatični muzej v Atenah.

## Kritike
Nadaljnja izkopavanja v mestu Troja pojasnjujejo, da je bila plast, imenovana Troja v Iliadi netočna, čeprav so ohranili imena, ki jim jih je dal Schliemann. V članku za The Classical World D. F. Easton piše, da Schliemann "ni bil zelo dober pri ločevanju dejstev od razlage".  Dodal je, da "bi lahko tudi Frank Calvert leta 1872 po keramiki videl, da je morala biti sto let prezgodaj kot Troja iz trojanske vojne, kar končno dokazuje z odkritjem mikenske lončenine Troja II, v Troji VI leta 1890". Zaklad kralja Priama je bil v sloju Troja II iz zgodnje bronaste dobe, dolgo pred Priamovim mestom Troja VI ali Troja VII a. Ne zdi se tudi, da zlati artefakti pripadajo zgodnji bronasti dobi.
Njegova izkopavanja so obsodili poznejši arheologi, češ da je uničil glavne plasti resnične Troje. Kenneth W. Harl pri poučevanju družbe maloazijskih velikih starih civilizacij sarkastično trdi, da je Schliemann pri izkopavanju uporabljal tako grobe metode, da je naredil v Troji to, česar niso mogli storiti Grki v svojem času, uničil in porušil je cele dele obzidja. 
Leta 1972 je profesor William Calder z univerze v Koloradu v govoru ob počastitvi Schliemannovega rojstnega dne trdil, da je odkril več težav pri Schliemannovem delu. Drugi raziskovalci razmišljajo podobno.
Schliemannove metode so opisovali kot "divje in brutalne. On orje skozi plasti zemlje in vse, kar je v njih, je brez ustreznega vodenja evidenc, ni kartiranja najdb, le nekaj opisov odkritij". Carl Blegen mu je odpustil malomarnost, rekoč: "Čeprav je bilo nekaj obžalovanja vrednih zablod, so te kritike večinoma obarvane s primerjavo s sodobnimi tehnikami kopanja, a je edino pošteno, da se spomnimo, da je bilo pred 1876 zelo malo ljudi, če sploh kdo, ki je res vedel, kako pravilno morajo biti izvedena izkopavanja. Arheologija še ni bila znanost in verjetno nihče drug ne bi bil boljši od Schliemanna." 

## Poljudna umetnost
Schliemann je oseba v romanu Irvinga Stona The Greek Treasure (Grški zaklad) (1975). 
Stonova knjiga je bila podlaga za nemško televizijsko oddajo Der geheimnisvolle Schatz von Troja (Hunt for Troy) leta 2007. 
Je tudi oseba v romanu The Lost Throne ameriškega avtorja Chrisa Kuzneskega.
Roman The Fall of Troy Petra Ackroyda (2006) temelji na Schliemannovih izkopavanjih Troje. Schliemann je prikazan kot Heinrich Obermann.